# Agnese Bonfantini
Agnese Bonfantini (* 4. Juli 1999 in Verbania) ist eine italienische Fußballspielerin. Sie spielt seit 2024 für AC Florenz und spielte 2019 erstmals für die italienische Nationalmannschaft.

## Karriere

### Vereine
Agnese Bonfantini begann im Alter von sechs Jahren mit dem Fußballspielen bei Fondotoce. Dort spielte sie in einer gemischtgeschlechtlichen Mannschaft. Gleiches galt für ihre Zeit bei Gravellona Toce, wo sie ab 2010 spielte. 2012 wechselte sie zur ASD Inter Mailand und verbrachte dort sechs Jahre.
Am 26. April 2015 spielte sie erstmals für die erste Mannschaft von Inter Mailand. Im Sommer 2018 wechselte Bonfantini zur neu gegründeten Frauenfußballabteilung der AS Rom in die Serie A. Bereits beim ersten Spiel der Mannschaft am 22. September 2018 gegen die US Sassuolo Calcio stand sie für ihren neuen Verein auf dem Platz.
Am 15. Februar 2020 erzielte Bonfantini im Spiel gegen Hellas Verona als erste Spielerin der AS Rom einen Hattrick. In der Saison 2020/21 gewann sie mit dem Verein unter Elisabetta Bavagnoli die Coppa Italia.
Am 5. Juli 2021 wechselte Bonfantini zu Juventus Turin, wo sie in der Spielzeit 2021/22 die Italienische Meisterschaft gewann. Im Januar 2023 wurde sie bis zum Ende der Saison 2022/23 an Sampdoria Genua ausgeliehen. Für die Saison 2024/25 wurde sie an den Ligakonkurrenten AC Florenz verliehen. Am 26. Juni 2025 wurde bekannt gegeben, dass Bonfantini fest zur AC Florenz wechselt und dort einen Vertrag bis 2027 erhält.

### Nationalmannschaft
Bonfantini erzielte in ihrem ersten Spiel für die italienische U-19-Mannschaft beim Spiel gegen Moldau am 16. Oktober 2017 ihre ersten zwei Länderspieltore. Außerdem spielte sie für die U-23-Mannschaft. Im Spiel gegen Ungarn beim Zypern-Cup 2019 am 1. März 2019 kam sie erstmals für die italienische Nationalmannschaft zum Einsatz. Bei der Fußball-Europameisterschaft der Frauen 2022 spielte sie nur in einem Spiel.

## Erfolge
AS Rom
- Italienischer Pokal: 2020/21

Juventus Turin
- Italienische Meisterschaft: 2021/22
- Italienischer Pokal: 2021/22, 2022/23
- Supercoppa Italiana: 2021